# ダーティウィークエンド
『ダーティウィークエンド』（イタリア語: Mordi e fuggi、「齧って逃げること、ほんの短い間」の意）は、1973年のイタリア・フランスの犯罪コメディ映画。監督はディーノ・リージ、出演はマルチェロ・マストロヤンニとオリヴァー・リードなど。イタリア式コメディの1作。
イタリアの映画会社チャンピオンとコンコルディア・コンパニア・チネマトグラフィカが共同で製作、1970年のリージの監督作『結婚宣言』と同様にルッジェーロ・マッカリ、ベルナルディーノ・ザッポーニとリージの3人がオリジナル脚本を書き下ろして撮影した。アメリカ合衆国の映画会社メトロ・ゴールドウィン・メイヤーの配給で1973年3月8日にイタリア国内で公開された。フランスではフォックス＝MGMの配給で翌1974年10月2日に公開されている。
日本では、劇場公開されることはなく、時期は不明であるが、アメリカ合衆国での公開タイトル 『Dirty Weekend』をカタカナ表記した『ダーティウィークエンド』の日本語題で、テレビ放映されている。2010年9月現在、日本でのDVD等のビデオグラムはリリースされていない。

## ストーリー
舞台は1970年代のイタリア、銀行強盗を働いた3人の左翼過激派は、実業家とその愛人を人質に取る。しかし警察とマスコミが過激派を追跡、国境を越えてカーチェイスを繰り広げるのであった。
メディアらは、左翼過激派を追いかけ続けた。そのため3人は一躍「メディアのスター」になる。その後3人は警察に捕まりかけながらも、気難しい老人が住むボロボロな小屋に着く......

## キャスト
- ジュリオ・ボルジ: マルチェロ・マストロヤンニ[1]
- ファブリーゾ: オリヴァー・リード[1]
- ダンダ: キャロル・アンドレ（フランス語版）[1]
- 将軍: ライオネル・スタンダー[1]
- ラオウル: ブルーノ・チリノ（イタリア語版）[1]
- シルヴァ: ニコレッタ・マキアヴェッリ（イタリア語版）[1]
- セルジオ: ジャンニ・アグース（イタリア語版）[1]
- スパローネ警部: マルチェッロ・マンドー（イタリア語版）[1]
- フランコ: レンツォ・マリニャーノ（イタリア語版）[1]
- ノーマ: バーバラ・ピラヴィン（イタリア語版）[1]

## スタッフ
- プロデューサー : カルロ・ポンティ[6]
- 監督 : ディーノ・リージ[1]
- 脚本 : ルッジェーロ・マッカリ、ベルナルディーノ・ザッポーニ（イタリア語版）、ディーノ・リージ[1]
- 撮影 : ルチアーノ・トヴォリ[6]
- 美術 : ルチアーノ・リッチェリ（イタリア語版）[6]
- 編集 : アルベルト・ガリッティ（イタリア語版）[6]
- 音楽 : カルロ・ルスティケッリ[6]

## 評価
映画評論サイトMYmovies.itでの評価は5点中2点、ユーザーからの評価は5点中2.5点となっている。

## 関連事項
- イタリア式コメディ